# 陳穀 (萬曆舉人)
陳谷（？—？），原名陳士銓，字次卿，一字式洲，號天桓，福建同安縣人，明朝政治人物。举人出身。

## 生平
萬曆二十八年（1600年）庚子科福建鄉試舉人。初官直隸無錫縣教諭。崇祯元年（1628年）任廣東廣州府新安縣知縣。后由烏文明接任。年六十九卒於家。

## 家族
曾祖陳健。